# Привласнення
Привласнення — процес, що виникає у результаті поєднання об'єкта і суб'єкта привласнення, тобто це конкретно-суспільний спосіб заволодіння річчю. Воно означає відношення суб'єкта до певних речей як до власних. Привласнення формує і виражає конкретну рису тієї або іншої форми власності та її видів.
Відносини привласнення охоплюють всі сфери відтворювального процесу — від виробництва до споживання.
Вихідним моментом привласнення є сфера виробництва. Саме тут створюється об'єкт власності і його вартість. Кому належать засоби виробництва, той і привласнює результат виробництва. Після цього процес привласнення продовжується через сфери розподілу та обміну, які виступають як вторинна і третинна форми привласнення.
Головним об'єктом привласнення в економічній системі, який визначає її соціально-економічну форму, цілі й інтереси є привласнення засобів виробництва і його результатів.
Привласнення означає відношення людей до певних речей, як до своїх.
Привласнення може бути як протиправним, так і не протиправним.
Злочином є протиправне і безоплатне вилучення (утримання, неповернення) особою чужого майна, яке знаходилось у правомірному володінні іншої особи, з наміром надалі обернути його на свою користь чи користь третіх осіб. В результаті привласнення чужого майна особа починає незаконно володіти та користуватися вилученим майном, поліпшуючи безпосередньо коштом викраденого своє матеріальне становище чи матеріальне становище третіх осіб.